# Ерёмино (Одинцовский район)
Ерёмино — деревня в Одинцовском районе Московской области, входит в городское поселение Кубинка. Население 81 человек на 2006 год. До 2006 года Ерёмино входило в состав Наро-Осановского сельского округа.
Деревня расположена на западе района, в 10 км от Кубинки, у одного из истоков реки Нары, высота центра над уровнем моря 180 м. Ближайшие населённые пункты — деревни Наро-Осаново в 1,3 км севернее и Якшино — в 2,5 км на юг.
Впервые в исторических документах сельцо Ерёмкино, с 21 двором и 181 жителем, встречается во времена царствования Екатерины II, как принадлежащее княжне Анне Фёдоровне Голицыной. На 1852 год в Ерёмино числилось 24 двора, 70 мужчин и 57 женщин, в 1890 году — 68 человек. По Всесоюзной переписи 17 декабря 1926 года числилось 42 хозяйства и 223 жителей, на 1989 год — 32 хозяйств и 90 жителей.